# Megadomebiograf
Megadomebiograf är en biograf med omslutande ljud och bild projicerad på en kupolformad bioduk och flera högtalare. Besökarna sitter tillbakalutade i fåtöljerna. Det finns för närvarande två megadomebiografer i Sverige: Kreativums Kreanova i Karlshamn och Akva Mega i Piteå. Cosmonova i Stockholm är en IMAX Dome-biograf.